# Cayés
Cayés es un pueblo del concejo de Llanera en Asturias (España).

## Toponimia
Según Xosé Lluis García Arias, en su obra Toponimina asturiana, el topónimo procede del nombre de su poseedor, CAIUS o CALIUS.

## Geografía física
Está localizada en el extremo sur del concejo de Llanera, en la parte más llana del mismo. Confina al noroeste y al noreste con las parroquias del mismo concejo de Ables y Lugo, respectivamente. Al sur limita con los concejos de Oviedo —por el río Nora— y de Siero. Su superficie es de 6,01 km².

## Historia
Basándose en los hallazgos de Emilio Marcos Vallaure (nacido en esta parroquia en 1941) en la década de 1960 —un horno en la Venta del Gallo y tégulas, ladrillos y una inscripción, actualmente desaparecida, en la ería de Solavilla— y en los cinco hornos excavados por Otilia Requejo, también en la Venta del Gallo, Ramón Rodríguez Álvarez, bibliotecario de la Universidad de Oviedo, afirma que en el término parroquial habría existido un centro industrial de envergadura, dedicado a la fabricación de tejas, ladrillos y materiales para hipocaustos, relacionado con el VICUS VIARII de LUCUS ASTURUM, actual Lugo, en la Asturias romana (según la hipótesis sostenida por la profesora emérita Carmen Fernández Ochoa).
A finales de la Edad Media, siglos XIII al XV, el puente sobre el río Nora (la ponte) formaría parte de la vía de comunicación entre los dos principales centros urbanos de Asturias, Oviedo y Avilés.

Dibujo de las armas correspondientes según el libro del clérigo don Tirso de Avilés

## Demografía
Según el nomenclátor de 2012, la parroquia comprende las localidades de:
- Arroyo (L'Arroyu en asturiano y oficialmente) (aldea), con 43 habitantes;
- Cadage (Cadaxe) (aldea), con 153 hab.;
- Campiello (lugar), con 95 hab.;
- Coruño (lugar), con 136 hab.;
- La Ponte (lugar), con 12 hab.;
- La Vega (lugar), con 9 hab.; y
- Venta del Gallo (La Venta'l Gallo) (lugar), con 30 hab.

## Patrimonio
Según el inventario del patrimonio cultural del concejo, realizado por el ayuntamiento de Llanera, se localizan en el término parroquial diversos bienes del patrimonio arquitectónico, industrial, arqueológico y etnográfico del concejo.
La Ponte
En el lugar de La Ponte se encuentra el conjunto formado por la casona y la capilla de los Díaz Campomanes (actualmente separados por la carretera LL-11), con el puente sobre el río Nora y un molino, y la torca de L'Arroyu, de interés arqueológico.
La casa solariega de los Díaz Campomanes es un edificio de dos pisos y buhardilla, con un cuerpo de una única planta adosado a su izquierda. Fue reedificado en 1836, fecha recogida en una inscripción sobre la puerta.
La capilla es de estilo barroco y fue construida en el siglo XVIII. Su estado de conservación también es deficiente, al estar situada al pie de la carretera LL-11, con elevado tráfico pesado. Además, el deterioro se ve acentuado por el desplome de parte de la techumbre. En su interior existen algunas sepulturas, destacando el sepulcro empotrado en el lado del Evangelio de la cabecera, bajo arcosolio. El sepulcro corresponde a los Campomanes, apareciendo su escudo y una inscripción con el año 1738.
El molino, situado en la vega derecha del río Nora, se encuentra en un aceptable grado de conservación. Su presa se remonta al siglo XII, aunque su fábrica actual date de 1887. El edificio del molino, aunque restaurado en 1997, es, posiblemente, del siglo XVIII. De estilo popular, consta de dos pisos y cubierta a dos aguas. Su maquinaria se mantiene en buen estado de conservación.

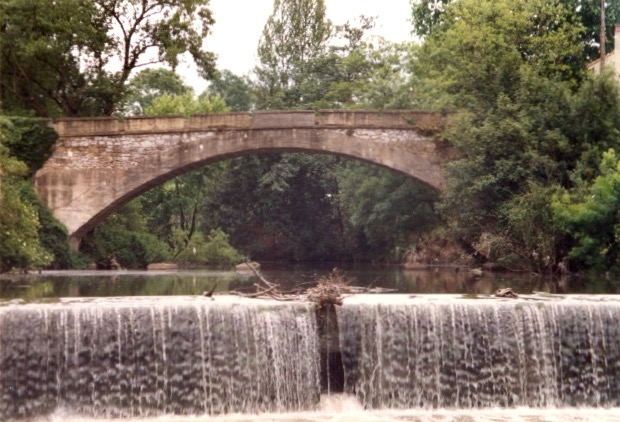
La ponte de Cayés sobre el río Nora.

El puente, que da nombre a la localidad, se encuentra sobre el río Nora, que en este paraje es frontera entre los concejos de Llanera y Oviedo. Tiene origen medieval aunque a lo largo de su vida ha sufrido varias reparaciones y reconstrucciones. De su fábrica medieval no queda ningún resto, siendo su traza actual del siglo XVI. «La ponte» de Cayés es mencionada en la carta-puebla otorgada Alfonso X el Sabio al concejo de Siero, en 1270. Alrededor de finales del siglo XV se realizó una intervención para reparar los daños causados por el tránsito de carros, que fue prohibido. Para ello se colocó una piedra de gran tamaño en medio de él. Por el puente pasaba el camino real que comunicaba la ciudad de Oviedo con la villa de Avilés y su puerto, a través de Llanera y Corvera, siendo una de las principales vía de comunicación de Asturias. En el siglo XVI el puente sufrió diversas reparaciones debido a las riadas del Nora, que en 1522 se vio agravada por la presa del molino y la de 1552, en que perdió uno de sus seis pilares Posteriormente hubo otras intervenciones en los siglos XIX y XX, tras la Guerra Civil. Actualmente tiene dos arco de diferente tamaño, estando el central, de mayor tamaño y sobre el cauce del río, reconstruido con hormigón armado.
La torca de L'Arroyu es una pequeña cueva parcialmente colmatada con una abertura superior en forma de torca, descubierta en diciembre de 2001. La excavación de una zanja para la red de saneamiento del municipio de Llanera la sacó a la luz, arrasando parte de la misma. En los sediementos de su interior se descubrieron materiales cerámicos, dos pequeñas piezas líticas pulimentadas (conservadas en el Museo Arqueológico de Asturias) y restos óseos de mamíferos. Todo ello indica la presencia de un asentamiento humano neolítico en la parte superior de ladera en la que se encuentra.
Coruño
En el lugar de Coruño se encuentra construcciones relacionadas con la industrialización de Llanera de finales del siglo XIX y principios del XX. En esa época se ubicaron las industrias de Unión Española de Explosivos y Cerámicas Guisasola.
De la última se conservan algunas edificaciones de interés, como la nave conocida como "la estufa", con chimenea, datada en 1917.

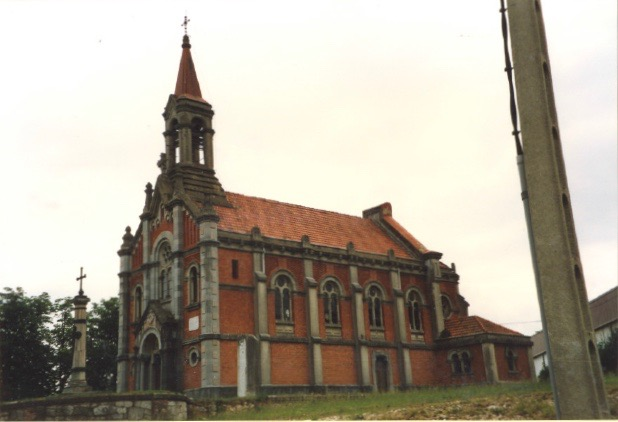
Capilla de Santa Bárbara en Coruño.

La capilla de Santa Bárbara fue levantada entre 1913 y 1917 en Coruño, estando actualmente aislada dentro del polígono industrial de ASIPO. Es un edificio exento, de estilo neorrománico, obra de Manuel del Busto. Tras la construcción del polígono industrial de Asipo quedó enclavada dentro de su perímetro, En el año 2011 fue puesta a la venta, junto con la finca que la rodea, por un precio de 450 000 €. Finalmente fue adquirida por un colectivo de skaters asturianos y Red Bull a través de micromecenazgo en Verkami para parque de patinaje. Antes de su inauguración el 10 de diciembre de 2017, su interior fue decorado por Okuda San Miguel en un proyecto conocido como Kaos Temple.
Cadage
La casona conocida como «el Palacio», en Cadage, tiene planta en forma de U, con brazos desiguales, que rodean un patio cerrado con portilla y murete. Datado entre los siglos XVII y XIX, su estado de conservación es deficiente. La parte más antigua del edificio se encuentra en la extremo del brazo más largo, con un volumen en forma de torre. De probable origen medieval, su antigüedad se evidencia a través de vanos más pequeños y asimétricos, de materiales constructivos más irregulares y de su emplazamiento estratégico.

## Hijos ilustres
Emilio Marcos Vallaure nació en la parroquia en 1941. Es académico correspondiente desde 1993 de la Real Academia de la Historia. En 1995 ocupó la dirección del Museo de Bellas Artes de Asturias hasta su nombramiento como consejero de Cultura y Deportes en el gobierno de Francisco Álvarez-Cascos (VIII legislatura). Su hermano, el geólogo que fue rector de la Universidad de Oviedo, Alberto Marcos Vallaure, es nacido en la parroquia.